# Grotta di Roccia San Sebastiano
La grotta di Roccia San Sebastiano è una cavità che è stata scoperta nel dicembre del 1999 in località Incaldana a  Mondragone.
Le ricognizioni hanno permesso di rendersi conto delle realtà locali già a partire dall’Aurignaziano e proseguite per tutta la durata del Paleolitico superiore, e successivamente dal Neolitico all’età del Ferro, che hanno lasciato imponenti resti. Quest'ultimi, nelle varie campagne di scavo, sono stati trasferiti e conservati nella sezione preistorica del Museo Civico Archeologico "Biagio Greco" di Mondragone.
Qualcuno usa il termine di "Grotta dimenticata" perché ancora oggi risulta essere priva di nome e di posizione specifica nelle carte geografiche. Essa è stata ritrovata completamente ostruita da un deposito pieno di testimonianze archeologiche ancora da approfondire. Già dagli anni Novanta è stata localizzata ai piedi di Monte Crestagallo, nel massiccio di Monte Massico, precisamente in località San Sebastiano, e presenta una planimetria interna ancora da definire, forse perché essa era ostruita da un cono detritico apertosi per via di intense attività estrattive avvenute nelle vicinanze di una cava. Tuttavia, la sua genesi non è ancora chiara anche se, dalle prime scoperte, si è escluso a priori che si tratti di un antico inghiottitoio o di una antica cavità marina.

## Campagne di Scavo: dal 2001 al 2009
Le campagne di scavo degli anni 2001 e 2002 hanno permesso di ampliare le scoperte ancora ferme agli anni Novanta. Infatti, proprio in località Roccia San Sebastiano, ai margini di una vecchia cava di calcare ormai dismessa (nota per la presenza di resti paleontologici datati a circa 13 500 anni fa), le ricognizioni hanno permesso di scoprire una grande cavità sconosciuta, nascosta dalla vegetazione e dagli enormi blocchi di calcare che sono franati nel corso dei secoli.
Le prime campagne di scavo hanno permesso di identificare una enorme quantità di resti di fauna e di manufatti litici penetrati disordinatamente all’interno della cavità, abbandonata, presumibilmente, verso la fine dell’ultima glaciazione terrestre (circa 13 000 anni fa). La grotta stessa si estende con diversi cunicoli per un’ampiezza ancora oggi di difficile valutazione. Sotto i resti, in una parte dell'area di scavo, sono apparse le prime stalagmiti e le altre forme di concrezioni che pendevano un tempo dalla volta stessa. Al di sotto ancora, si trova  la sommità del deposito ancora intatto e ricco di resti di fauna e di manufatti di selce.
A partire dal 2004 sono poi state effettuate ulteriori 5 campagne di scavo che hanno portato ai ritrovamenti preistorici di un molare umano, di una sepoltura di un bambino ed alla datazione della porzione superiore del deposito gravettiano, rivelatosi essere antico all'incirca 23 000 anni.

## Progetti futuri
In queste zone, come sopramenzionato, la preistoria sta emergendo anno dopo anno, scavo dopo scavo.
Dalle ricerche presso la Grotta di Roccia San Sebastiano e presso i numerosi siti individuati nei dintorni, sono emerse testimonianze databili tra la fine del Neolitico e gli inizi dell'Eneolitico.
Nelle località Bagni Solfurei e Sant'Eufemia (siti riferiti all'antica e media età del Bronzo) ci si spinge tra il Paleolitico superiore, il Neolitico, l'Eneolitico, fino ad arrivare all'età del Ferro nel sito Arivito (Military Grid Reference System - MGRS 33T VF089539), nella Masseria Boccaglia.
Infine, nei siti di località Incaldana e San Pietro i resti archeologici trovati si riferiscono ad una o più fasi del Paleolitico superiore ed al Neolitico.
Tali evidenze archeologiche sono parte integrante di un progetto ben più ampio, unito sicuramente a quello già in essere presso il sito del villaggio fortificato della "Rocca Montis Dragonis", sulla cima del monte Petrino, ed ai cospicui ritrovamenti presso  l'antica colonia romana di Sinuessa, lungo tutta l'Appia Antica, lungo la costa tra Mondragone e Scauri-Minturnae e alle pendici del monte Petrino stesso.